# 布雷西亞機場
布雷西亞—蒙蒂基亚里機場（義大利語：Aeroporto di Brescia-Montichiari）是一個位於意大利布雷西亞的機場。這機場是郵政航空貨運的基地。

## 歷史
布雷西亞機場是義大利首個舉行飛行比賽的機場，在1909年9月首辦，是首次在法國以外舉行，參加者包括路易·布莱里奥和格倫·柯蒂斯。
瑞安航空在2010年10月底曾營運布雷西亞機場往倫敦史坦斯特機場和卡利亞里埃爾馬斯機場航線，之後把航班改為附近的维罗纳维拉弗兰卡机场。
此後機場客運量大幅下降，由2008年6月每月35,000名旅客，下降至2013年6月只有311名旅客，5年間下趺量達99%。
機場是意大利郵政航空郵件的主要基地，DHL和郵政航空貨運每晚都有航班在這起降 。
亞馬遜公司與意大利郵政簽下合作夥伴協議，使機場得到受益。自2017年3月起，機場貨運量得到提升，SW意大利航空和丝绸之路西航空增加在這機場業務，每週營運航班前往巴庫和香港。自2018年11月，機場亦成為DHL其中一個主要基地。

## 航空公司和目的地

### 貨運
| 航空公司     | 目的地          |
| ------------ | --------------- |
| 郵政航空貨運 | 羅馬-菲烏米奇諾 |